# Skaz
Skaz är en berättarteknik med ursprung i rysk litteratur. Skaz utmärker sig genom att utnyttja en berättare med utpräglad dialekt, slang och individuellt ordförråd. Ofta är berättaren simpel person av folket med begränsat intellekt och enkelt språk, som talar till personer ur sin egen miljö på ett utpräglat talspråkligt sätt.
Begreppet kommer från ryskans skazat’ som betyder "att berätta" eller "att prata" och är släkt med ord som rasskaz (kort berättelse) och skazka (saga). Skaz har förekommit i rysk litteratur sedan 1830-talet, och kan även återfinnas i annan slavisk litteratur och även i västeuropeisk och amerikansk litteratur. Berättartekniken har använts för att ge ett intryck av att berättelser har ett gammalt muntligt ursprung.
Bland välkända författare som använt sig av denna teknik kan nämnas Nikolaj Leskov, Aleksej Remizov, Michail Zoshtjenko och Jevgenij Zamjatin.